# Histoire du Trentin-Haut-Adige
 (mai 2015).
Si vous disposez d'ouvrages ou d'articles de référence ou si vous connaissez des sites web de qualité traitant du thème abordé ici, merci de compléter l'article en donnant les références utiles à sa vérifiabilité et en les liant à la section « Notes et références ».
Les provinces de Trente et de Bolzano (Haut-Adige ou Tyrol du Sud), réunies dans la région du Trentin-Haut-Adige à l'extrémité nord-orientale de l'Italie, constituent la partie méridionale du Tyrol et une région de la Vénétie historique.
La région fut occupée dès la plus haute Antiquité. Pendant la domination romaine, elle fut rattachée à la Gaule cisalpine.

## Moyen Âge
À partir du XIe siècle, la région fut sous le pouvoir temporel des princes-évêques de Trente et de Bressanone et elle devint progressivement germanophone. La tutelle du Saint Empire restant lointaine et indirecte. Le concile siégeant à Trente en 1545 illustre le pouvoir temporel et spirituel des souverains.

## DuXVIIIesiècleau début duXXesiècle

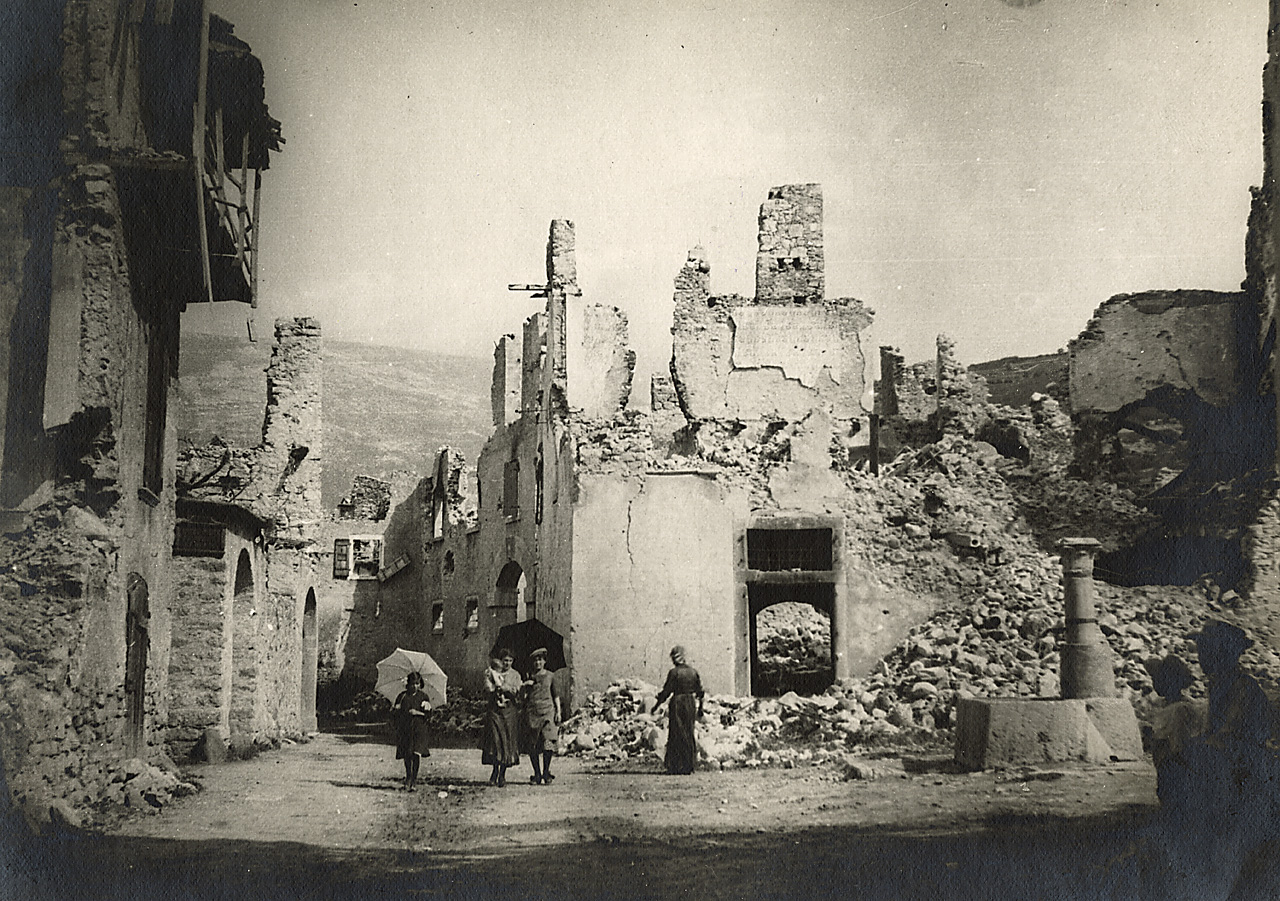
Ruines à la suite de combats dans la région de Trentin-Haut-Adige pendant la Première Guerre mondiale.

Cette situation fut remise en cause avec les conséquences de la Révolution française au début du XIXe siècle. Les guerres napoléoniennes et la dissolution du Saint-Empire romain germanique entraînèrent le rattachement de la région à l'empire autrichien des Habsbourg. Pendant cette période, le nationalisme tyrolien se réveilla, face à l'occupation franco-bavaroise. Andreas Hofer réussit à unifier le patriotisme et fait figure de héros de l'indépendance.
Cependant, après la chute de l'empire napoléonien, le Trentin italophone commença à développer une agitation politique propre à cette période de printemps des nationalités, l'unification à l'Italie devenant un sujet polémique largement utilisé en politique italienne par les tenants de l'irrédentisme.
La Première Guerre mondiale et l'engagement hésitant de l'Italie au côté de l'Entente décida du sort de la région. Les revendications territoriales de l'Italie conduisirent à des promesses faites au gouvernement de Rome en échange de sa contribution dans le conflit. En 1919, avec le traité de Saint-Germain, le Trentin (WelschTirol) et le Tyrol méridional (Südtirol), appelé Haut-Adige furent cédés par l'Autriche à l'Italie.

## Période fasciste
L'arrivée de ces territoires coïncida avec la prise du pouvoir par le gouvernement fasciste. L'effacement de la minorité germanophone fut mis en place de manière systématique. Plus tard, après l'Anschluss, l'Italie signa un accord avec l'Allemagne nazie pour régler la question. La frontière du Brenner fut reconnue par les deux parties. La population germanophone ayant le choix entre l'exil ou l'assimilation forcée. La première solution ne vit pas le jour avec l'arrivée de la Seconde Guerre mondiale. Les nazis ambitionnaient d'installer la population germanophone en Bourgogne et en Franche-Comté (projet Burgund) et les villes de ces deux régions auraient été rebaptisées. Ainsi, Besançon aurait été nommée Bozen.
En 1943, après le débarquement allié en Sicile, la région fut occupée par les Nazis qui la renommèrent « Alpenvorland »

## Recherche d'un statut
La capitulation de l'Allemagne en 1945 marqua le retour de l'Italie. Les germanophones demandèrent un rattachement à l'Autriche. En 1946 Vienne et Rome parvinrent à un accord qui reconnaissait l'autonomie de la région, en matière linguistique et scolaire. Cependant ce statut parut rapidement insatisfaisant. Les années 60 furent marquées par des attentats contre les symboles et contre les forces de l’ordre de l'État italien. En 1961, l'Autriche saisit l'ONU afin d'obtenir un meilleur traitement des habitants germanophones. Le recours au terrorisme sapa toute avancée juridique. Il fallut attendre 1971 pour obtenir une solution au contentieux par la signature d'un arrangement (Pacchetto) entre Rome et Vienne, allant beaucoup 
plus loin